# Satchotugottine
Satchotugottine /=people of the lake of bears of the plains/, jedna od skupina Hareskin ili Kawchodinne Indijanaca koji su obitavali sjeverno od Velikog medvjeđeg jezera u kanadskom teritoriju Mackenzie. Ovi Indijanci danas su poznati kao Sahtúgot’ine, Bear Lake ili Satudene.